# Ar-Rahida
Ar-Rahida (arab. الراهدة, trl. Ar-Rāhidah) – miasto w Jemenie, w muhafazie Ta'izz. W 2004 roku liczyło 12 177 mieszkańców.